# 양사
양사(兩司)는 조선 시대에 사헌부(司憲府)와 사간원(司諫院)을 함께 부르는 말이다. 
홍문관과 합쳐서 삼사라 부르기도 한다.

## 같이 보기
- 사헌부
- 사간원
- 홍문관
- 삼사